# Microrégion du Médio Mearim

Localisation de la microrégion du Médio Mearim

La microrégion du Médio Mearim est l'une des trois microrégions qui subdivisent le centre de l'État du Maranhão au Brésil.
Elle comporte 20 municipalités qui regroupaient 412 270 habitants en 2006 pour une superficie totale de 10 705 km2.

## Municipalités[1]
- Bacabal
- Bernardo do Mearim
- Bom Lugar
- Esperantinópolis
- Igarapé Grande
- Lago do Junco
- Lago dos Rodrigues
- Lago Verde
- Lima Campos
- Olho d'Água das Cunhãs
- Pedreiras
- Pio XII
- Poção de Pedras
- Santo Antônio dos Lopes
- São Luís Gonzaga do Maranhão
- São Mateus do Maranhão
- São Raimundo do Doca Bezerra
- São Roberto
- Satubinha
- Trizidela do Vale